# Wuhan Greenland Center
El Wuhan Greenland Center es un rascacielos coronado de 476 metros de altura y 101 plantas ubicado en Wuhan, China. Es uno de los edificios más alto de China y el más alto de Wuhan. Posee un total de 303.275 m² de superficie, incluyendo unos 200.000  m² de oficinas, 50.000 m² de apartamentos de lujo y otros 45.000 m² para un hotel de cinco estrellas.

## Características
El Wuhan Greenland Center está compuesto por esquinas suavemente redondeadas y una cúpula superior para reducir la resistencia del viento. El edificio cuenta con un rendimiento aerodinámico extremadamente eficaz, lo que hace que permitirá minimizar la cantidad de materiales de construcción.
Con un costo de 4500 millones de dólares se espera que sea el edificio más costoso de la historia, por encima incluso del One World Trade Center de Nueva York o el Emirates Palace de Abu Dabi.